# میلیکا کوستیچ
میلیکا کوستیچ (انگلیسی: Milica Kostić؛ زادهٔ ۲۱ دسامبر ۱۹۹۷) بازیکن فوتبال اهل صربستان است.
وی همچنین در تیم ملی فوتبال Serbia بازی کرده‌است.